# Antonio Čolak
Antonio-Mirko Čolak, född 17 september 1993, är en tysk-kroatisk fotbollsspelare som spelar för Parma.

## Karriär
Den 6 mars 2021 lånades Čolak ut av grekiska PAOK till Malmö FF på ett säsongslångt lån. Han gjorde allsvensk debut den 10 april 2021 i en 3–2-vinst över Hammarby IF.
Den 7 juli 2022 värvades Čolak av skotska Rangers, där han skrev på ett treårskontrakt med option på ytterligare ett år. Den 15 juli 2023 värvades Čolak av italienska Serie B-klubben Parma.

## Meriter
Rijeka
- Kroatiska cupen: 2018/2019, 2019/2020

Malmö FF
- Allsvenskan: 2021

Individuellt
- Bästa målskytt i Kroatiska högstaligan: 2019/2020 (20 mål)